# Liardetia
Liardetia é um género de gastrópode  da família Euconulidae.
Este género contém as seguintes espécies:
- Liardetia acutiuscula (Möllendorff, 1897)
- Liardetia boninensis (Pilsbry & Hirase, 1909)
- Liardetia convexiconica (Möllendorff, 1897)
- Liardetia decussata H. B. Baker, 1938
- Liardetia densetorta (Möllendorff, 1897)
- Liardetia discordiae (Garrett, 1881)
- Liardetia fraterna van Benthem Jutting, 1959
- Liardetia grandis H. B. Baker, 1938
- Liardetia intermedia H. B. Baker, 1938
- Liardetia javana (O. Boettger, 1890)
- Liardetia lineolata (Möllendorff, 1891)
- Liardetia mooreana (Garrett, 1884)
- Liardetia normalis (Pease, 1864)
- Liardetia perakensis (Godwin-Austen, 1882)
- Liardetia perplexa H. B. Baker, 1938
- Liardetia philippinarum (Möllendorff, 1887)
- Liardetia pisum (Möllendorff, 1897)
- Liardetia platycephala van Benthem Jutting, 1958
- Liardetia proqinqua (Tapparone Canefri, 1886)
- Liardetia pseudojavana Maassen, 2000
- Liardetia reticulata van Benthem Jutting, 1950
- Liardetia samoensis (Mousson, 1865)
- Liardetia sculpta (Möllendorff, 1883)
- Liardetia subrugosa (Garrett, 1884)
- Liardetia tahitensis (Garrett, 1884)
- Liardetia tenuisculpta (Möllendorff, 1893)
- Liardetia undulata H. B. Baker, 1938
- Liardetia viridula (Möllendorff, 1897)
- Liardetia yaeyamensis (Pilsbry, 1901)